# Ric Lee
Ric Lee (né Richard Lee le 20 octobre 1945 à Mansfield) est un batteur anglais, membre du groupe Ten Years After. Il n'a aucun lien de parenté avec Alvin, chanteur et guitariste du groupe, mort en 2013.